# Pterostichus laborans
Pterostichus laborans är en skalbaggsart som beskrevs av Thomas Casey. Pterostichus laborans ingår i släktet Pterostichus och familjen jordlöpare. Inga underarter finns listade i Catalogue of Life.